# Nine Lives (REO Speedwagon)
| Recensione              | Giudizio   |
| ----------------------- | ---------- |
| AllMusic                | [ 2 ]      |
| Sputnikmusic            | 3.2 (Good) |
| Dizionario del Pop-Rock | [ 4 ]      |

Nine Lives è l'ottavo album discografico (in studio) della rock band statunitense REO Speedwagon, pubblicato dalla casa discografica Epic Records nel luglio del 1979.
L'album raggiunse la trentatreesima posizione nella classifica statunitense Billboard 200.

## Tracce
Lato A
1. Heavy on Your Love – 3:34 (Kevin Cronin, Gary Richrath)
2. Drop It (An Old Disguise) – 3:12 (Kevin Cronin)
3. Only the Strong Survive – 3:51 (Gary Richrath)
4. Easy Money – 3:59 (Gary Richrath)
5. Rock & Roll Music – 2:54 (Chuck Berry)

Lato B
1. Take Me – 3:29 (Kevin Cronin)
2. I Need You Tonight – 3:34 (Kevin Cronin)
3. Meet Me on the Mountain – 4:04 (Gary Richrath)
4. Back on the Road Again – 5:37 (Bruce Hall)

## Musicisti
Heavy on Your Love
- Kevin Cronin - voce solista
- Gary Richrath - chitarre
- Neal Doughty - organo Hammond
- Bruce Hall - basso
- Alan Gratzer - batteria, percussioni

Drop It (An Old Disguise)
- Kevin Cronin - voce solista, chitarra ritmica
- Gary Richrath - chitarra solista, chitarra ritmica
- Neal Doughty - pianoforte
- Bruce Hall - basso, accompagnamento vocale
- Alan Gratzer - batteria, accompagnamento vocale

Only the Strong Survive
- Gary Richrath - chitarra solista, chitarra ritmica
- Kevin Cronin - voce, chitarra ritmica
- Neal Doughty - pianoforte
- Bruce Hall - basso
- Alan Gratzer - batteria

Easy Money
- Gary Richrath - chitarre
- Kevin Cronin - voce
- Neal Doughty - pianoforte
- Bruce Hall - basso
- Alan Gratzer - batteria
- Steve Forman - percussioni, effetti sonori

Rock & Roll Music
- Kevin Cronin - voce solista, chitarra ritmica
- Gary Richrath - chitarra solista, chitarra ritmica
- Neal Doughty - pianoforte tack
- Bruce Hall - basso
- Alan Gratzer - batteria

Take Me
- Kevin Cronin - voce solista, chitarra ritmica, accompagnamento vocale-coro
- Gary Richrath - chitarra solista, chitarra B-52
- Neal Doughty - sintetizzatore moog
- Bruce Hall - basso
- Alan Gratzer - batteria
- Steve Forman - congas, percussioni
- Tom Kelly - accompagnamento vocale-coro
- Bill Champlin - accompagnamento vocale-coro

Meet Me on the Mountain
- Gary Richrath - chitarre
- Kevin Cronin - voce
- Neal Doughty - organo Hammond, sintetizzatore moog
- Bruce Hall - basso
- Alan Gratzer - batteria, percussioni

Back on the Road Again
- Bruce Hall - voce solista, basso
- Kevin Cronin - chitarra ritmica, accompagnamento vocale-coro
- Gary Richrath - chitarra solista, chitarra ritmica
- Neal Doughty - organo hammond
- Alan Gratzer - batteria, percussioni

Note aggiuntive
- Kevin Cronin e Gary Richrath con Kevin Beamish - produttori
- Alan Gratzer - produttore associato
- Gary Lubow - assistenza alla produzione
- Registrazioni effettuate al Sound City, Studio A (Los Angeles, California) ed al Kendun Recorders, Studio D (Burbank, California)
- Kevin Beamish e Gary Lubow - ingegneri delle registrazioni
- Steve Williams e D.C. Snyder - assistenti ingegneri delle registrazioni
- Mixaggio effettuato al Kendun Recorders, Studio D (Burbank, California)
- Tom Drennon - art direction
- Tom Drennon & Ginger Canzoneri / Tom Drennon Design - design album
- John Bilecky - fotografia copertina album
- Neal Preston - ritratto fotografico
- Ginger Canzoneri / Tom Drennon Design - illustrazioni retrocopertina album[8]